# 山口県道・島根県道120号須川吉賀線
山口県道・島根県道120号須川吉賀線（やまぐちけんどう・しまねけんどう120ごう すがわよしかせん）は、山口県岩国市から島根県鹿足郡吉賀町に至る一般県道である。

## 概要
山口県岩国市錦町須川から島根県鹿足郡吉賀町田野原に至る。

### 路線データ
- 起点：山口県岩国市錦町須川（国道434号交点）
- 終点：島根県鹿足郡吉賀町田野原（島根県道・山口県道16号六日市錦線交点）

## 歴史
- 1958年（昭和33年）
  - 6月13日 - 島根県告示第525号により島根県道須川六日市線として認定[1]。
  - 10月1日- 山口県告示第644号の2により山口県道須川六日市線として認定[2]。
- 1972年（昭和47年）ごろ - 山口・島根両県での県道番号再編により山口県道・島根県道120号須川六日市線に変更される。
- 2005年（平成17年）10月1日 - 鹿足郡に属する六日市町と柿木村が対等合併して鹿足郡吉賀町に移行したことにより終点の地名表記が変更される（鹿足郡六日市町田野原→鹿足郡吉賀町田野原）。
- 2006年（平成18年）
  - 3月20日 - 岩国市と玖珂郡の町村（和木町を除く）が対等合併して改めて岩国市が発足したことにより起点の地名表記が変更される（玖珂郡錦町須川→岩国市錦町須川[注釈 1]。）
  - 3月22日 - 山口県告示第160号により山口県で現在の路線名に変更[2]。
  - 3月31日- 島根県告示第363号により島根県で現在の路線名に変更[1]。

## 地理

### 通過する自治体
- 山口県
  - 岩国市
- 島根県
  - 鹿足郡吉賀町

### 交差する道路
| 交差する道路                     | 都道府県名 | 市町村名 | 市町村名 | 交差する場所 | 交差する場所 |
| -------------------------------- | ---------- | -------- | -------- | ------------ | ------------ |
| 国道434号                        | 山口県     | 岩国市   | 岩国市   | 錦町須川     | 起点         |
| 島根県道・山口県道16号六日市錦線 | 島根県     | 鹿足郡   | 吉賀町   | 田野原       | 終点         |

### 沿線
- 水源公園